# Слина диявола
Сли́на дия́вола (Las babas del diablo) — новела аргентинського письменника Хуліо Кортасара, представника напряму магічний реалізм. Новела ввійшла у збірник 1959 року Секретна зброя. У новелі добре простежуються основні проблеми теорії літератури: автор, текст, читач, які перебувають у кореляції.

## Питання авторства
Питання автора і авторства залишається актуальним і дискутованим у теорії літератури. У новелі йдеться про пригоду, яка трапилася із головним героєм — Роберто Мішелем. За родом занять він був перекладачем, а у вільний від роботи час займався фотографуванням. Біографія автора наклала свій відбиток на текст. Адже відомо, що переклад, фотографія та література були «професійними хобі» Хуліо Кортасара. У новелі автор вагається, як краще розповісти про пригоду, що сталася з ним, від якої особи, і тому вводить в текст Роберто Мішеля, який є його художнім прототипом. 
Ще однією важливою функцією автора є те, що він обмежує необмеженість мови для створення необмеженості значень. Тут автор виступає як текстовий суб’єкт, він - вбудований у твір імпліцитний автор і є носієм авторської свідомості, виявляє себе у творі, корелює з контекстом. Письменник очима свого героя, то від його імені, то від себе розповідає про невидимі погляду ситуації, утверджуючи своє гасло: «Насправді важкими є речі, які нам здаються найпростішими і звичайними, наприклад, дивитися і бачити».
Сама форма новели є неузгодженою. Уже з перших рядків читач дізнається, що авторові було дуже важко писати, і тому розповідь ведеться то від першої особи, то від другої, то від третьої, то в однині, то в множині. Така фрагментарність викладе нагадує прийом ''потік свідомості'', проте не порушує цілісності самого тексту.

## Межі і динаміка тексту
Новела є завершеною, але існує множинність її інтерпретацій, адже слово не може бути власністю тексту. Новела не замкнена своєю епохою і претендує на динамічне розуміння, є відкритим твором, актуальним, мерехтить поліфонією значень. Оповідання і новели Хуліо Кортасара — це розгорнені метафори, які корелюють з архетипами та міфами латиноамериканської культури. Не можна не брати до уваги той факт, що новела написана у модерністській течії магічного реалізму, витоками якої є література, вірування та мислення доколумбових індійських цивілізацій. Метафора у тексті існує на трьох рівнях: по-перше, як мовний процес. Автор передає її у творі за допомогою мовних засобів. По-друге, як семантичний і синтаксичний процес, бо кожна метафора у творі, та й, зрештою, весь твір як метафора мають своє символічне значення, свою семантику. По-третє, метафора є когнітивним процесом, способом мислення автора і способом пізнання та сприйняття її реципієнтом.
Зрештою, якщо говорити про метафору, то сама назва твору є метафоричною. Коли Роберто Мішель сфотографував біляву жінку і хлопчика, жінка почала вимагати плівку, а хлопець почав втікати. Автор каже, що він «зник, як зникають у ранковому повітрі довгі „Нитки Пресвятої Діви“, що злетіли з дерев. Але у „Ниток Пресвятої Діви“ є ще назва „Слина Диявола“». Вже на цьому етапі можна сміливо говорити про те, що суперечливість цих метафор між собою та намагання віднайти значення назви викличе множинність рецепції. Отже, метафоричність назви вже породжує плюралізм сприйняття і розуміння. 
Проте перспективу множинності прочитань відкриває не лише ця деталь, а й амбівалентність змісту новели. Невизначеність і невідомість провокують уяву, множинність рецепції та інтерпретації. Цей текст є відкритим, а отже, ніколи не матиме єдиного значення. Це динамічний сюжет, це значення у русі, кут зору на новелу буде змінюватися від покоління до покоління, але читачі і навіть літературознавці ніколи не дійдуть спільного знаменника стосовно інтерпретації й так ніколи і не дізнаються, ким насправді доводились один одному той хлопець, та білява жінка і той чоловік з машини, і що з ними трапилось. Не дізнаються не лише тому, що цього не сказав автор і залишив простір для думок читачів, подбав про їхню насолоду від тексту. А ще й тому, що реальність, будь то у новелі чи наяву, насправді багатошаровіша і складніша, ніж уявлялось спочатку. І всяка однозначна інтерпретація — це ілюзія, «слина диявола».

## Текст і читач
Зрозуміло, що значення тексту народжується в зоні між автором і читачем. Читач є адресатом авторових послань і відповідальним за своє прочитання. Вольфганг Ізер вважав, що читач є елементом художнього тексту, його присутність враховує текст і на його думку розраховує. «Слина диявола» — твір відкритий, отже, орієнтований не на реального, а на імпліцитного, універсального читача. Імпліцитний читач стає повноцінним учасником і критиком подій, в ідеалі — переживає емпатію і катарсис. Але щоб комунікація автора і читача через текст таки відбулася, треба розуміти, що кожне першопрочитання буде помилковим. Адже при одноразовому читані неможливо осягнути всіх сенсів тексту, як і не можна цього зробити без знання контексту. Але якщо це буде читання-занурення, то читач зможе побачити в тексті те, чого нема, навчиться помічати важливі деталі, розуміти задум автора і краще за автора осягати ідею твору, як про це говорив Олександр Потебня.